# Systém fotbalových soutěží ve Španělsku
Systém fotbalových soutěží ve Španělsku funguje od roku 1929, kdy vznikly první tři ligové úrovně. Od roku 1979 funguje i čtvrtá liga, když byla dosavadní třetí úroveň, Tercera División, nahrazena Segundou B, týmy z ní sestupovaly do regionálních soutěží. Poslední reorganizace proběhla v roce 2020, při níž byly ligy od třetí ligové úrovně dolů nahrazeny novými soutěžemi. 

## Ligový systém
| Úroveň | Název                                                                                | Počet týmů |
| ------ | ------------------------------------------------------------------------------------ | ---------- |
| 1.     | Primera División                                                                     | 20         |
| 2.     | Segunda División                                                                     | 22         |
| 3.     | Tercera División (do roku 1979) Segunda División B (do roku 2020) Primera Federación | 40         |
| 4.     | Tercera División (do roku 2020) Segunda Federación                                   | 90         |
| 5.     | Regionální soutěže (do roku 2020) Tercera Federación                                 | 324        |
| 6.–10. | Divisiones Regionales                                                                | –          |